# رولاند مورينو
رولاند مورينو (بالفرنسية: Roland Moreno)‏ (ولد في 11 يونيو 1945 في القاهرة وتوفي في 29 أبريل 2012 في باريس) مخترع فرنسي اشتهر بشكل واسع بعد اخترعه البطاقة الذكية في 1974.

## نشأته
ولد مورينو في القاهرة، مصر، لأبوين يهوديين مصريين في 11 يونيو 1945. كان اسمه الأخير بحبوب، لكن العائلة غيرت لقبها إلى مورينو عندما انتقلوا إلى فرنسا عندما كان صغيرًا جدًا. التحق بمدرستي مونتين وكوندورسيه في باريس واجتاز البكالوريا، لكنه ترك الدراسة مبكرًا، ووصف تعليمه بأنه «علم نفسه بنفسه» لبقية حياته. عمل مورينو في عدة وظائف أصغر بعد ترك المدرسة. عمل مراسلاً شابًا لمجلة مجلة المخبر وعادًا لمجلة ليكسبريس الإخبارية. من عام 1970 إلى عام 1972 كان مورينو أيضًا محررًا في أخبار الكيمياء، وهي مجلة فرنسية للكيمياء.

## روابط خارجية
- رولاند مورينو على موقع IMDb (الإنجليزية)